# Baghatur
Baghatur (Bagatur) (Itil, ... – 786) fu un presunto sovrano khazaro di religione Ebraica..
Da notare che Baghatur et sim. è un titolo sogdiano che significa semplicemente Figlio di Dio (Bagha-puhr) e non risulta attribuito come nome, tanto meno a un sovrano.
Lo stesso dicasi per un suo successore, Tarhan, che era un titolo e un incarico militare.